# Deutscher Verein vom Heiligen Lande

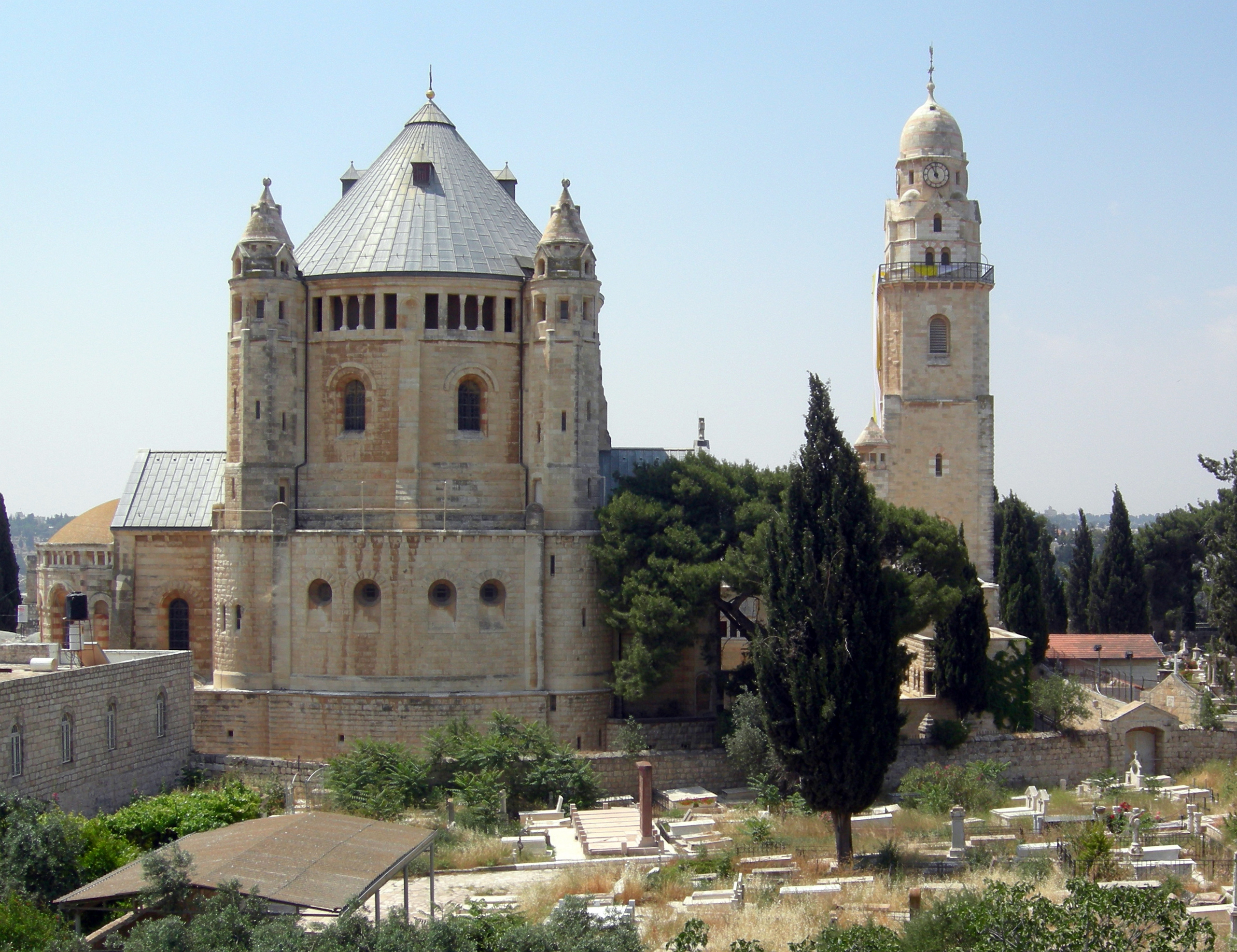
Dormitio-Abtei von der Jerusalemer Altstadtmauer aus gesehen

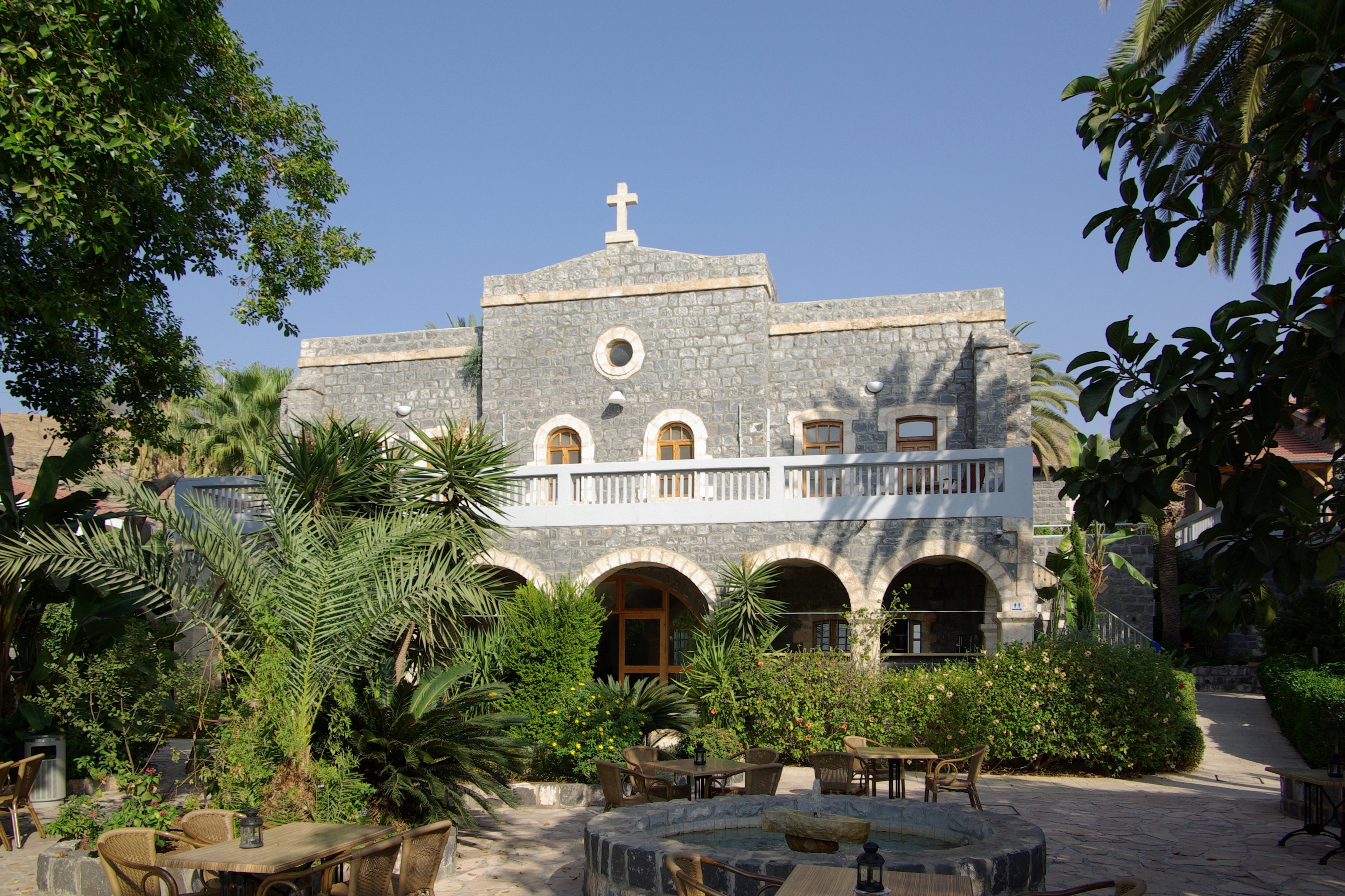
Pilgerhaus Tabgha (2009)

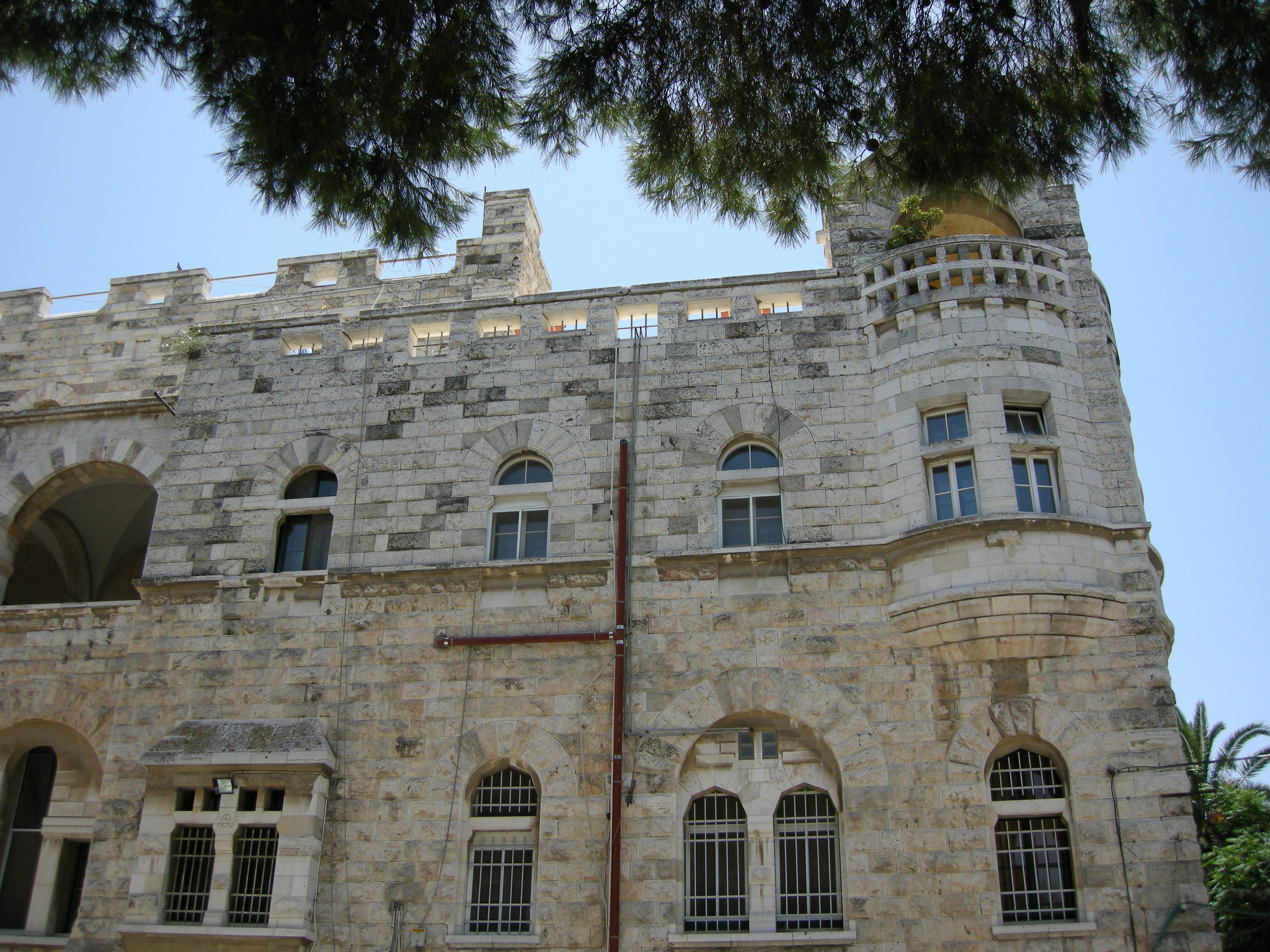
Südfassade des Paulus-Hauses (2008)

Der Deutsche Verein vom Heiligen Lande (DVHL) ist eine römisch-katholische Organisation, deren Ziele in der Stärkung von Beziehungen zwischen Christen in Deutschland und im Heiligen Land liegen. Juristische Person wurde der Verein durch Regierungserlass vom 11. März 1895. Der heute Altrechtliche Verein steht unter dem Schutz der Bundesrepublik Deutschland. Er hat seinen Sitz in Köln.

## Geschichte

### Der Verein vom Heiligen Grabe
1854 reisten zwei Katholiken aus dem Erzbistum Köln ins Heilige Land. Während ihrer Pilgerfahrt lernten sie die schwierige Situation der katholischen Christen in Palästina und den traurigen Zustand der Heiligen Stätten kennen. Nach Köln zurückgekehrt, regten sie die Gründung des Vereins vom Heiligen Grabe an, die 1855 dank des Einsatzes des Kölner Domkapitulars Gottfried Strauß zustande kam. Der Verein machte es sich zur Aufgabe, die katholische Kirche und ihre Institutionen im Heiligen Land zu unterstützen. Dazu veröffentlichte er ab 1857 die Zeitschrift Das Heilige Land. Die Päpste Pius IX. und Leo XIII. förderten den Verein, indem sie dessen Mitgliedern Ablässe erteilten.

### Der Palästina-Verein der Katholiken Deutschlands
Vor allem in Schlesien und im Eichsfeld entwickelte sich, dank der Schriften und Vorträge des Franziskaners Ladislaus Schneider aus dem Kloster St. Annaberg in Oberschlesien, eine weitere Initiative, um Katholiken in Palästina zu helfen. Ladislaus Schneider kannte die Lebensumstände der Christen im Nahen Osten durch seine Tätigkeit als Missionar in Palästina und Alexandria. Er hatte für die katholische Mission in Palästina Grundstücke am Jaffator in Jerusalem und  1876 in Emmaus gekauft. Schließlich wurde 1879 in Aachen der Palästina-Verein der Katholiken Deutschlands gegründet. Der Verein setzte sich „die Stärkung deutschen katholischen Wesens auf dem geheiligten Boden Palästinas“ als Ziel. Er betrieb Hospiz und Schule am Jaffator in Jerusalem. Seine Vereinszeitschrift war das Palästinablatt. Binnen kurzem traten dem Verein 22.000 Mitglieder bei.

### Der Deutsche Verein vom Heiligen Lande
Im Blick auf die einander ähnlichen Ziele des Vereins vom Heiligen Grabe und des Palästina-Vereins warnten Teilnehmer des 32. Deutschen Katholikentages 1885 in Münster vor einer möglichen Konkurrenz. Ludwig Windthorst erwiderte in seiner Schlussrede: „Gebe der Mann für das Heilige Grab und die Frau Palästina! Oder auch umgekehrt!“ Gleichwohl schlossen sich die beiden Vereine 1895 zum Deutschen Verein vom Heiligen Lande zusammen. Der fusionierte Verein führte die Zeitschrift Das Heilige Land des Vereins vom Heiligen Grabe fort, das Palästinablatt wurde eingestellt.
Die Zielgruppe hatte sich mittlerweile auf alle unterdrückte Christen im Osmanischen Reich unter Sultan Abdülhamid II. erweitert: den Beschlüssen der Fuldaer Bischofskonferenz folgend, wurden 1896 Spendensammlungen für die Opfer der Massaker an den Armeniern durchgeführt.
Die Verbindung von nationaler Begeisterung und religiösem Sendungsbewusstsein ließ den Verein im Deutschen Kaiserreich auf 30.000 Mitglieder anwachsen. Im Wettstreit mit anderen europäischen Nationen und Konfessionen errichtete der Verein große Prachtbauten in Jerusalem. Auf einem von Kaiser Wilhelm II. geschenkten Grundstück auf dem Berg Zion entstand eine stattliche Marienkirche mit Kloster, die Dormitio-Abtei. Für die Pilgerzüge mit hunderten von Teilnehmern wurde ein mächtiger Hospizbau begonnen.
In Jerusalem unterhielt der Verein eine deutsche Schule für europäische und arabische Mädchen. Der ursprüngliche Plan des Vereins, deutsche Katholiken in landwirtschaftlichen Kolonien in Palästina anzusiedeln, scheiterte jedoch, da sich keine Siedler fanden. Auf den hierfür angekauften Grundstücken in Emmaus und Tabgha am See Genezareth wurden Hospize für Pilger errichtet und die Landwirtschaft mit Hilfe einheimischer Beduinen betrieben.
Durch die beiden Weltkriege und ihre Folgen wurde die Arbeit des Vereins in Palästina, das 1917 unter britische Verwaltung kam, erheblich erschwert. In der Folge des Ersten Weltkrieges und nach Ausbruch des Zweiten Weltkrieges wurden die Besitzungen des Vereins von der britischen Mandatsmacht für einige Jahre zwangsverwaltet. Es gelang dem Verein aber, seine Besitzungen, die heute im Staat Israel und in den palästinensischen Gebieten liegen, weitgehend zu erhalten.

## Gegenwart
Heute versteht sich der Deutsche Verein vom Heiligen Lande als Hilfswerk für die Christen im Nahen Osten. Er will die Verständigung und Versöhnung der Religionen fördern und die notleidenden Menschen unterstützen. In den zum Teil historischen Gebäuden nimmt der Verein in Zusammenarbeit mit Ordensgemeinschaften soziale und pastorale Aufgaben wahr. Mit seinen Pilgerreisen und der Mitgliederzeitschrift Das Heilige Land ist der Verein für die Katholiken in Deutschland heute wie vor 160 Jahren eine Brücke ins Heilige Land.

## Aufgaben
Seine Aufgaben sieht der Deutsche Verein vom Heiligen Lande vor allem in der Unterstützung der Christen im Heiligen Lande und darin, Pilgerreisen für deutschsprachige Christen ins Heilige Land zu ermöglichen. So unterhält der Verein einige Pilgerhospize und Schulen oder unterstützt diese finanziell. Weiterhin bemüht sich der Verein auch um den christlich-jüdischen Dialog und bietet Freiwilligendienste vor Ort an.

## Organisation
Präsident des Deutschen Vereins vom Heiligen Lande ist der jeweilige Erzbischof der Erzdiözese Köln, derzeit Rainer Maria Kardinal Woelki.
Der Vorstand des Vereins führt in Abstimmung mit dem Verwaltungsrat die Geschäfte des Vereins. Ein Beirat ist zu ihrer Unterstützung eingesetzt. Vom Generalsekretariat des Vereins mit Sitz in Köln wird die Arbeit im Heiligen Land koordiniert. 
Der Deutsche Verein und dessen Interessen wird in den Bistümern durch einen vom jeweiligen Ortsbischof ernannten Diözesanvorsitzenden vertreten.

## Generalsekretäre
- 1908–1917 Ludwig Richen
- 1917–1922 Peter Lünskens
- 1922–1935 Josef Schröder
- 1935–1959 Gustav Meinertz
- 1969–1970 Joseph Maria Boos
- 1970–1998 Herbert Michel
- 1998–2020 Heinz Thiel
- seit 2020: Matthias Vogt

## Liegenschaften im Besitz des Vereins
- Dormitio-Abtei (auch Abtei Dormitio Beatae Mariae Virginis), Jerusalem. Die renovierungsbedürftige Benediktinerabtei auf dem Zionsberg. Dazu gehört auch die Dormitio-Kirche mit ihrem markanten Turm, der die Altstadt Jerusalems weithin sichtbar überragt. Des Weiteren gehört zur Abtei auch das Gästehaus Beit Josef, in dem das Theologische Studienjahr Jerusalem untergebracht ist.
- Paulus-Haus, Jerusalem (vor dem Damaskus-Tor gelegenen). Es ist das Pilger-Gästehaus des Vereins.
- Schmidt-Schule, Jerusalem. Neben dem Paulus-Haus gelegen findet sich die in der zweiten Hälfte des 19. Jahrhunderts gegründete Schmidt-Schule für Mädchen. Diese Schule steht allen Mädchen ohne Ansehen der Religion offen. Es wird Schulgeld erhoben. Der Verein übernimmt für bedürftige Schülerinnen das Schulgeld.
- Beit Emmaus, El Qubeibeh, nahe Jerusalem. Hier trägt der Verein ein Alten- und Behindertenheim.
- Priorat Tabgha, See Genezareth. Die berühmte Brotvermehrungskirche, das Benediktinerkloster, eine Behinderten- und Jugendbegegnungsstätte gehören dem Verein bzw. werden von ihm finanziell unterstützt.
- Pilgerhaus Tabgha, See Genezareth. Hier hat der Verein auf Grundlage des alten Hospizes, das lange die israelische Jugendherberge Karei Deshe beherbergte, ein neues Pilgerhospiz geschaffen.

## Veröffentlichungsreihen
- Palästinahefte des Deutschens Vereins vom Heilige Lande